# Augusta Caroline van Brunswijk

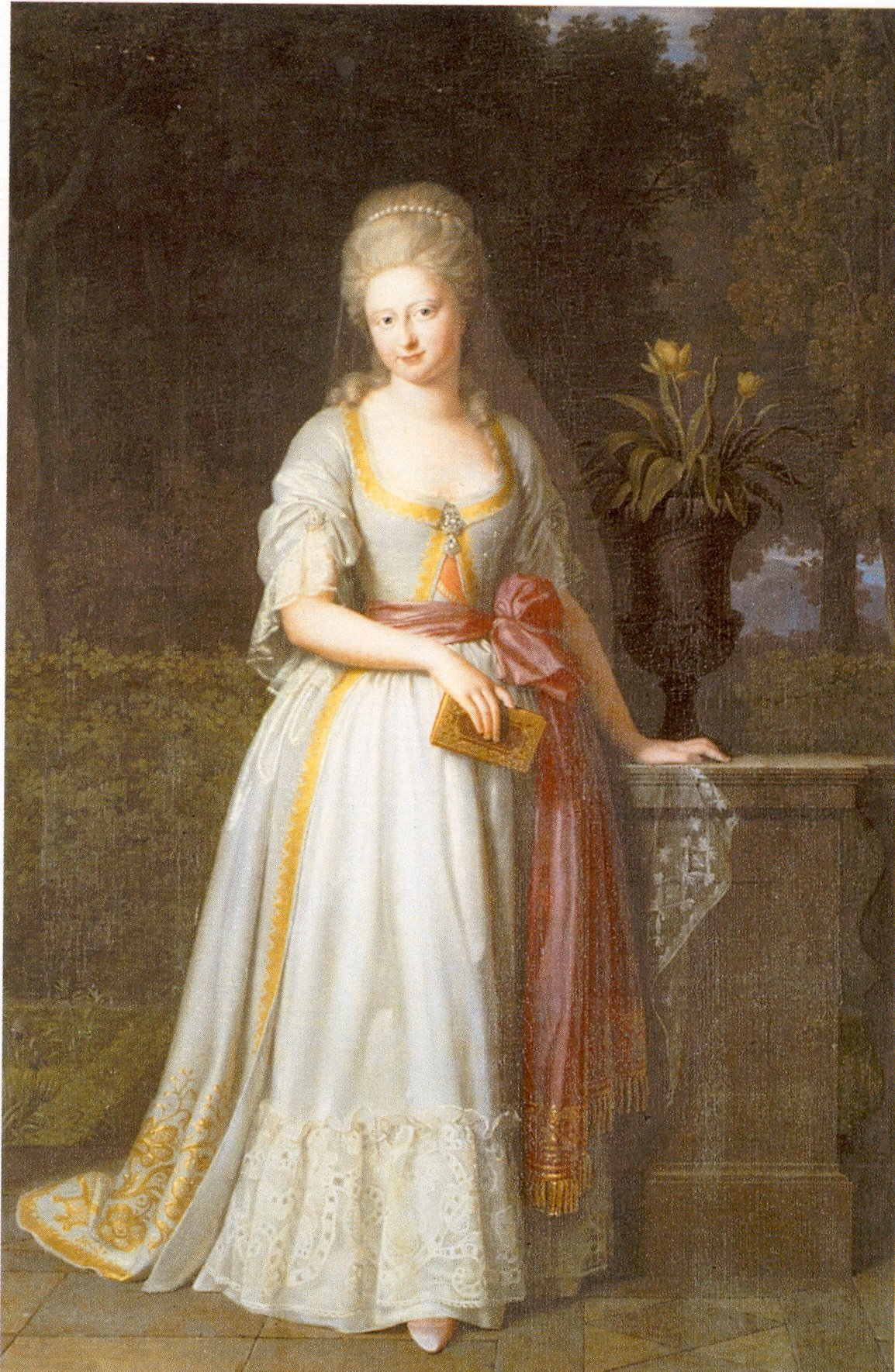
Prinses Augusta Caroline van Brunswijk

Augusta Caroline Frederika Louise van Brunswijk-Wolfenbüttel (Brunswijk, Duitsland, 3 december 1764 – Kasteel Lohde, Koluvere, Estland, 27 september 1788), was een Duitse prinses uit het huis Brunswijk, en de eerste vrouw van de latere koning Frederik I van Württemberg.

## Jeugd
Augusta Caroline werd geboren op 3 december 1764 als het oudste kind van Karel Willem Ferdinand, de hertog van Brunswijk-Wolfenbüttel (1735-1806) en diens vrouw prinses Augusta Frederika van Hannover (1737-1813). Augusta Frederika was de dochter van prins Frederik Lodewijk van Hannover, de toenmalige Prins van Wales en zijn vrouw prinses Augusta van Saksen-Gotha. Augusta Caroline was een achterkleindochter van de Britse koning George II en een nichtje van diens opvolger koning George III. Ze was ook de oudere zuster van Caroline van Brunswijk, die in 1795 zou trouwen met George van Wales, de latere koning George IV.

## Huwelijk
Op 15 oktober 1780 trouwde Augusta Caroline in Brunswijk met prins, later koning, Frederik Willem Karel van Württemberg (1754-1816), de oudste zoon van hertog Frederik Eugenius van Württemberg en diens vrouw Frederika van Brandenburg-Schwedt. Uit dit huwelijk werden vier kinderen geboren:
- Willem Frederik Karel (27 september 1781 – 25 juni 1864), hij werd na de dood van zijn vader in 1816 koning van Württemberg.
- Frederika Catharina Sophia Dorothea (21 februari 1783 – 28 november 1835), zij trouwde in 1807 met Jérôme Bonaparte, en werd koningin van Westfalen.
- Augusta Sophia Dorothea Maria (1783 - 1784), prinses Augusta stierf op jonge leeftijd.
- Paul Karel Frederik August (19 januari 1785 – 16 april 1852), hij trad in het huwelijk met prinses Catharine Charlotte van Saksen-Hildburghausen.

Frederik was erg gewelddadig tegenover zijn vrouw, en tijdens een reis naar Rusland in december 1786 vluchtte Augusta naar de appartementen van tsarina Catharina II van Rusland, schoonmoeder van Frederiks zuster Sophia Dorothea Augusta Louisa van Württemberg, of ook wel Maria Fjodorovna. Catharina hielp Augusta Caroline en verzocht Frederik vriendelijk om het Russische hof te verlaten. Maria Fjodorovna was woedend toen ze hoorde over de behandeling van haar broer door de tsarina.
Augusta’s vader, de hertog van Brunswijk, was minder sympathiek naar Augusta en Frederik toe. Augusta liet weten dat zij van Frederik wilde scheiden, maar haar vader verbood dit. Tsarina Catharina offreerde Augusta een van haar keizerlijke landerijen. Het kasteel Lohde in Estland werd voor Augusta Caroline opengesteld.
Augusta stierf aldaar op 27 september in 1788 op de leeftijd van 23 jaar. Het verhaal gaat dat zij stierf tijdens de bevalling van een buitenechtelijk kind. Zelfs dat zij in een coma terechtkwam tijdens deze bevalling welke werd aangezien voor de dood. Zij zou levend begraven zijn, samen met haar op dat moment nog ongeboren kind en gestorven zijn terwijl zij probeerde haar eigen graf te openen. Na opgraving op verzoek van haar dochter Caroline van Württemberg zou haar lichaam aangetroffen zijn in een onnatuurlijke houding, samen met haar kind.
In 1797 trad Frederik in het huwelijk met haar nichtje, Charlotte de Princess Royal oudste dochter van koning George III van het Verenigd Koninkrijk.

## Voorouders
| Overgrootouders                            | Ferdinand Albrecht II van Brunswijk-Wolfenbüttel (1680-1735) ∞ Antoinette Amalia van Brunswijk-Wolfenbüttel (1696-1762) | Ferdinand Albrecht II van Brunswijk-Wolfenbüttel (1680-1735) ∞ Antoinette Amalia van Brunswijk-Wolfenbüttel (1696-1762) | Frederik Willem I van Pruisen (1688–1740) ∞ 1706 Sophia Dorothea van Hannover (1687–1757)                  | Frederik Willem I van Pruisen (1688–1740) ∞ 1706 Sophia Dorothea van Hannover (1687–1757)                  | Koning George II van Groot-Brittannië (1683-1760) ∞ 1705 Prinses Caroline van Brandenburg-Ansbach (1683-1737)            | Koning George II van Groot-Brittannië (1683-1760) ∞ 1705 Prinses Caroline van Brandenburg-Ansbach (1683-1737)            | Hertog Frederik II van Saksen-Gotha-Altenburg (1676-1732) ∞ 1695 Prinses Magdalena Augusta van Anhalt-Zerbst (1679-1740) | Hertog Frederik II van Saksen-Gotha-Altenburg (1676-1732) ∞ 1695 Prinses Magdalena Augusta van Anhalt-Zerbst (1679-1740) | Hertog Frederik II van Saksen-Gotha-Altenburg (1676-1732) ∞ 1695 Prinses Magdalena Augusta van Anhalt-Zerbst (1679-1740) | Hertog Frederik II van Saksen-Gotha-Altenburg (1676-1732) ∞ 1695 Prinses Magdalena Augusta van Anhalt-Zerbst (1679-1740) |
| Grootouders                                | Karel I van Brunswijk-Wolfenbüttel (1713-1780) ∞ Philippina Charlotte van Pruisen (1716-1801)                           | Karel I van Brunswijk-Wolfenbüttel (1713-1780) ∞ Philippina Charlotte van Pruisen (1716-1801)                           | Karel I van Brunswijk-Wolfenbüttel (1713-1780) ∞ Philippina Charlotte van Pruisen (1716-1801)              | Karel I van Brunswijk-Wolfenbüttel (1713-1780) ∞ Philippina Charlotte van Pruisen (1716-1801)              | Frederik van Groot-Brittannië, prins van Wales (1707-1751) ∞ 1736 Prinses Augusta van Saksen-Gotha-Altenburg (1719-1772) | Frederik van Groot-Brittannië, prins van Wales (1707-1751) ∞ 1736 Prinses Augusta van Saksen-Gotha-Altenburg (1719-1772) | Frederik van Groot-Brittannië, prins van Wales (1707-1751) ∞ 1736 Prinses Augusta van Saksen-Gotha-Altenburg (1719-1772) | Frederik van Groot-Brittannië, prins van Wales (1707-1751) ∞ 1736 Prinses Augusta van Saksen-Gotha-Altenburg (1719-1772) | | |
| Ouders                                     | Karel Willem Ferdinand van Brunswijk-Wolfenbüttel (1735-1806) ∞ Augusta Frederika van Hannover (1737-1813)              | Karel Willem Ferdinand van Brunswijk-Wolfenbüttel (1735-1806) ∞ Augusta Frederika van Hannover (1737-1813)              | Karel Willem Ferdinand van Brunswijk-Wolfenbüttel (1735-1806) ∞ Augusta Frederika van Hannover (1737-1813) | Karel Willem Ferdinand van Brunswijk-Wolfenbüttel (1735-1806) ∞ Augusta Frederika van Hannover (1737-1813) | Karel Willem Ferdinand van Brunswijk-Wolfenbüttel (1735-1806) ∞ Augusta Frederika van Hannover (1737-1813)               | Karel Willem Ferdinand van Brunswijk-Wolfenbüttel (1735-1806) ∞ Augusta Frederika van Hannover (1737-1813)               | Karel Willem Ferdinand van Brunswijk-Wolfenbüttel (1735-1806) ∞ Augusta Frederika van Hannover (1737-1813)               | Karel Willem Ferdinand van Brunswijk-Wolfenbüttel (1735-1806) ∞ Augusta Frederika van Hannover (1737-1813)               | | |
| Augusta Caroline van Brunswijk (1764-1788) | | | | | | | | | | |